# جامبييرو ماريني
جامبييرو ماريني (بالإيطالية: Giampiero Marini)‏ (مواليد 25 فبراير 1951) هو لاعب كرة قدم. يلعب مع منتخب إيطاليا لكرة القدم. سبق له أن لعب في كأس العالم لكرة القدم مع منتخب بلاده.

## روابط خارجية
- جامبييرو ماريني على موقع الاتحاد الدولي (مؤرشف)  (الإنجليزية)
- جامبييرو ماريني على موقع قاعدة بيانات كرة القدم.إي يو (الإنجليزية)
- جامبييرو ماريني على موقع ناشيونال فوتبول تيمز (الإنجليزية)
- جامبييرو ماريني على موقع عالم كرة القدم.نت (الإنجليزية)